# Ordre du Pavillon
Der Ordre du Pavillon, auch Orden von der Terrasse genannte kleine Ritterorden wurde unter der Regentschaft Philipps II. von Orléans (Le Régent) im Jahr 1717 für den achtjährigen König von Frankreich Louis XV. gestiftet und erlosch einige Jahre später.
Der am Hof anwesende Diplomat und Memoirenschreiber Philippe de Courcillon, Marquis de Dangeau hielt fest – und der Duc de Saint-Simon ließ dies in seine eigenen Memoiren einfließen –, dass der minderjährige König Freude daran hatte, gleichaltrige Höflinge und auch einige junge Domestiken mit diesem Orden auszuzeichnen. Gleichzeitig verlieh Ludwig XV. den jungen Ordensträgern das Privileg, das Zelt (französisch pavillon), das er, wenn er sich im Freien aufhielt, auf der Schlossterrasse aufstellen ließ, unaufgefordert zu betreten.
Das Ordenszeichen war ein goldenes, emailliertes Kreuz, das im Avers ein Zelt, im Revers das anneau tournant zeigte, ein von Louis XIV. im Jahr 1689 erfundenes Geschicklichkeitsspiel. Getragen wurde es an einem blau-weißen Schulterband. Louis XV. trug dieses unter dem cordon bleu.
Als französischer Orden ist der Ordre du Pavillon als königliche Geste gegenüber den Spielkameraden des Kinderkönigs einzustufen. In der Literatur wird er als Ritterorden geführt.
Der Ordre du Pavillon wurde 1723 aufgehoben und durch den Orden der Fahne ersetzt. Das Zeichen dieses Ordens war ein rot emailliertes Kreuz, dass im Avers eine Fahne und im Revers das anneau tournant des zeigte.

## Ordensträger
Vorangestellt ist das Datum der Verleihung.
- 1723: Louis de Bourbon-Condé, comte de Clermont (1709–1771)